# والیبال در المپیک تابستانی
والیبال در بازی‌های المپیک تابستانی (به انگلیسی: Volleyball at the Summer Olympics) هشت سال پس از به رسمیت شناخته شدن والیبال از سوی کمیته بین‌المللی المپیک در جایگاه ورزشی غیر المپیکی، این کمیته در جلسه چهارم سپتامبر ۱۹۵۷ که در صوفیه برگزار شد، رسماً ورود والیبال را به جمع ورزش‌های المپیکی اعلام کرد و همان زمان اف‌آی‌وی‌بی را تنها نهاد تصمیم‌گیری در تمامی شئون این ورزش دانست. پس از این در سال ۱۹۶۱ والیبال در مقام ورزشی مدال‌آور در ۲ بخش زنان و مردان به بازی‌های المپیک ۱۹۶۴ ژاپن اضافه شد.المپیک مهم‌ترین تورنومنت در والیبال به شمار می‌آید.

## تاریخچه

### ریشه
تاریخچه والیبال در المپیک را می‌توان به زمان بازی‌های المپیک تابستانی ۱۹۲۰ پاریس اشاره کرد که زمزمه‌هایی مبنی بر اضافه شدن رشته والیبال به المپیک شنیده می‌شد. در سال ۱۹۵۷، در جلسه بین‌المللی کمیته المپیک که در صوفیه بلغارستان برگزار شد، ۵۳ نفر از اعضای کمیته به حمایت از درخواست اضافه شدن والیبال رشته‌های ورزشی المپیک برخاستند. در سال ۱۹۶۴ با توافق کامل رشته موفق والیبال به رشته‌های ورزشی المپیک اضافه شد. مسابقات والیبال المپیک در ابتدا تا سال ۱۹۶۸ با فرمت جام جهانی والیبال برگزار می‌شد، اما در سال ۱۹۷۲ با فرمت و قوانین جدید راه خود را شناخت و تا به امروز نیز به همین شکل برگزار می‌شود. تعداد تیم‌های شرکت‌کننده که از سال ۱۹۶۴ تا ۱۹۹۶ یکسان بود از سال ۲۰۰۰ از ده تیم به دوازده تیم افزایش یافت.

### مردان
نخستین نمایش والیبال در المپیک رویدادی جذاب بود. در بخش مردان نبرد قهرمانی بین سه تیم اتحاد جماهیر شوروی، ژاپن و چکسلواکی بود که در نهایت روس‌ها پیروز میدان بودند اتحاد جماهیر شوروی در دو المپیک نخست مدال طلا را به دست آورد و در این دو سال از بازیکنانی مانند ادوارد سیبیریاکوف، یوری پویارکوف و مونزولفسکی بهره می‌برد. در سال نخست المپیک ۱۹۶۴، چکسلواکی با حضور بازیکنانی مانند جوزف موزیل و بوهومیل گولیان به مدال نقره دست یافت و ژاپن مدال برنز را به خانه برد و رومانی در جایگاه چهارم ایستاد و در المپیک بعدی یعنی المپیک ۱۹۶۸ مکزیک قهرمانی شوروی تکرار و جایگاه ژاپن و چکسلواکی جابه‌جا شد و آلمان شرقی به مقام چهارمی رسید. در المپیک ۱۹۷۲ مونیخ آلمان، ژاپن با بازیکنانی مانند تادایوشی یوکوتا، تسوتومو کویاما و کاتسوتوشی نکودا با شکست دادن آلمان شرقی مدال طلا را از آن خود کرد. ژرمن‌ها با درخشش رودی شومان و دیگر بازیکنان خود مدال نقره را به خانه بردند و شوروی هم به برنز قناعت کرد. در المپیک ۱۹۷۶ مونترال، لهستان با پیروزی بر شوروی در دیدار فینال، بدون باخت قهرمان شدند و مدال طلا را به خانه برد. کوبا هم حضور قدرتمند خود را در عرصه المپیک با مدال برنزی که مستحق آن بود اعلام کرد و ژاپن به جایگاه چهارمی اکتفا کرد.
در المپیک ۱۹۸۰، بسیاری از قوی‌ترین تیم‌های والیبال مردان متعلق به بلوک شرق بودند، بنابراین تحریم المپیک تابستانی ۱۹۸۰ به رهبری آمریکا به اندازه تحریم زنان، تأثیر زیادی بر این رویدادها نداشت. اتحاد جماهیر شوروی سومین مدال طلای المپیک خود را با پیروزی ۳ بر ۱ مقابل بلغارستان به دست آورد.
در المپیک ۱۹۸۴ که با غیبت شوروی، کوبا، لهستان و بلغارستان همراه بود، موجب شد تا آمریکا با درخشش بازیکنانی مانند کارچ کیرالی و استیو تیمونس با شکست برزیل قهرمان شود و ایتالیا نیز سوم شد. المپیک ۱۹۸۸ با میزبان کشور آسیایی کره جنوبی همراه بود. در فینال المپیک سئول دیدار ستاره‌های دو کشور ایالات متحده آمریکا و شوروی با پیروزی آمریکا همراه بود و آمریکا برای دومین بار به صورت پیاپی فاتح مسابقات والیبال المپیک شد. آرژانتین شگفتی‌ساز هم با شکست برزیل که از بازیکنانی باتجربه سود می‌برد مدال برنز را به گردن آویخت.
المپیک ۱۹۹۲ در بارسلونا برگزار شد. برزیل با درخشش بازیکنان جدید خود مانند مائوریسیو لیما و مارسلو نگرائو اولین طلای المپیک خود را در حالی با شکست هلند به خانه برد که تنها سه ست در مجموع هشت دیدار به حریفان خود واگذار کرده بود. هلند قدرت نو ظهور این دوره به مدال نقره و آمریکا در این دوره به مدال برنز دست یافت و کوبا چهارم شد.
ر المپیک ۱۹۹۶ آتلانتا، هلند با بازیکنانی چون بس ون د گور و خودو خورتزن و پیتر بلانگ افتخار آفرین شد و با شکست ایتالیا مدال طلا را کسب کرد. یوگسلاوی هم با حضور برادران گربیچ، ولادیمیر گربیچ و نیکولا گربیچ و دیگر بازیکن خود ایوان میلیکوویچ صاحب مدال برنز شد.
المپیک ۲۰۰۰ سیدنی که با درخشش ولادیمیر گربیچ و نیکولا گربیچ و دیگر بازیکنان جوان مانند آندریا گریچ و واسا مییچ و دیگر بازیکنان یوگسلاوی همراه بود برنز یوگسلاوی در آتلانتا را به طلا تبدیل شد. تیم‌های ملی روسیه و ایتالیا به ترتیب به مدال نقره و برنز دست یافتند و آرژانتین باز هم با درخشش مارکوس میلینکوویچ به عنوان شگفتی ساز و قدرت نوظهور به جایگاه چهارمی رسید.
چهار سال بعد در المپیک آتن ۲۰۰۴ برزیل که در ترکیب خود جیبا، سرجیو سانتوس و دانته آمارال را در اختیار داشت در فینال در برابر چکمه‌ای‌ها یعنی ایتالیا که در ترکیب خود از آندره‌آ سارتورتی، لوئیجی مسترانجلو و آندره‌آ جیانی بهره می‌بردند به پیروزی رسید و دومین مدال طلا خود را بعد از المپیک ۹۲ بارسلونا به دست آوردند. روسیه به مدال برنز دست یافت و ایالات متحده آمریکا نیز چهارم شد. المپیک ۲۰۰۸ یکی از بهترین تورنمنت‌های والیبال در المپیک بود، ایالات متحده آمریکا در نخستین تلاش خود برای قهرمانی در ظرف ۲۰ سال با درخشش دو بازیکن خود یعنی کلیتون استنلی و رید پریدی، قهرمان المپیک آتن، برزیل را از سکوی اول به زیر کشیدند و خود بر آن ایستادند و به مدال طلا دست یافت. ایتالیا که در هیچ‌یک از المپیک‌های برگزار شده به مدال طلا نرسیده بود این بار هم یکی از سه جایگاه بعدی را کسب کرد و به چهارمی اکتفا نمود و روسیه به مدال برنز رسید.
المپیک ۲۰۱۲ لندن سیزدهمین دوره مسابقات والیبال المپیک یکی از دوره‌های هیجانی این رقابت‌ها بود، جایی که این بار روسیه با پیشینه قدرتمند خود و با درخشش برخی از بازیکن‌های خود مانند دیمیتری موزرسکی، سرگئی تتیوخین و ماکسیم میخائیلوف با پیروزی ۳ بر ۲ بر برزیل در یک دیدار حساس به مدال طلا رسید. برزیل به مدال نقره و ایتالیا با ارتقا جایگاه خود به مدال برنز دست یافت. بلغارستان چهارم شد و تیم‌های ملی آلمان، آرژانتین، ایالات متحده آمریکا و لهستان به صورت مشترک در جایگاه پنجم ایستادند. چهار سال بعد در المپیک ریو ۲۰۱۶ برزیل که میزبان بود در فینال در برابر چکمه‌ای‌ها یعنی ایتالیا به پیروزی رسید و سومین مدال طلا خود را به دست آوردند.

### زنان
در اولین دوره المپیک سال ۱۹۶۴، ژاپن کشور میزبان به مدال طلا دست یافت و تیم‌های ملی شوروی و لهستان به ترتیب به مدال نقره و برنز دست یافتند و رومانی چهارم شد.
در المپیک ۱۹۶۸ مکزیکو سیتی این بار شوروی به لطف درخشش اینا ریسکال مدال طلا را از چنگ ژاپن درآورد و خود به جایگاه نخست رسید و مدال طلا را به دست آورد. ژاپن با یک پله سقوط به مدال نقره رسید و لهستان سومی المپیک ۶۴ خود را تکرار نمود. در المپیک ۱۹۷۲ مونیخ باز هم شوروی با غلبه بر ژاپن به مدال طلا دست یافت و کره شمالی به مدال برنز دست یافت و کره جنوبی دیگر تیم آسیایی المپیک مونیخ در جایگاه چهارمی ایستاد.
در المپیک ۱۹۷۶ مونترال کشمکش سنتی ژاپن و شوروی کماکان ادامه داشت و این بار ژاپن بعد از دو سال قهرمان شد و کره جنوبی هم با درخشش جو هی-یونگ سوم شد. تحریم بازی‌های المپیک ۱۹۸۰ از سوی کشورهای غربی مانند ژاپن، کره جنوبی و ستاره‌های نوظهور ایالات متحده آمریکا و چین، موجب شد تا پنجمین دوره رقابت‌های والیبال زنان در المپیک در ید قدرت اروپایی‌ها و مثل همیشه شوروی باشد. آلمان شرقی و بلغارستان به ترتیب به مدال نقره و برنز دست یافتند و مجارستان چهارم شد.
حرکت سیاسی کشورهای بلوک شرق در کناره‌گیری از بازی‌های المپیک لس آنجلس چندان آسیبی به مسابقات والیبال زنان نرساند و جدال دو تازه‌وارد، آمریکا و چین، دیدنی بود. در المپیک ۱۹۸۴ قدرت نوظهور دیگری پا به میدان گذاشت، چین در فینال با غلبه بر ایالات متحده آمریکا به مدال طلا دست یافت و ژاپن از قهرمانی ۷۶ این بار به برنز رسید.
المپیک ۱۹۸۸ سئول که با اعتراضات کوبا همراه شد، شوروی با وجود شکست برابر ژاپن در دیداری تماشایی در مقابل تیم نوظهور پرو که با درخشش سیسیلیا تایت همراه بود به پیروزی رسید و قهرمان شد. چین مدال برنز را به دست آورد و ژاپن با افت خود به چهارمی اکتفا نمود.
در المپیک ۱۹۹۲ بارسلون نیز کوبا قدرت تازه مسابقات در حالی گردن آویز طلا را به چنگ آوردند که در هیچ‌یک از دیدارهای خود شکست نخورد و سخت‌ترین دیدار خود را در نیمه نهایی مقابل آمریکا برگزار کرد و درحالی که دو بر یک از حریف عقب بودند موفق به شکست آمریکا و راهیابی به فینال شد و در مقابل تیم متحد یعنی شوروی استقلال یافته به پیروزی دست یافت. تیم‌های آمریکا و برزیل هم به ترتیب سومی و چهارمی را از آن خود کردند. المپیک ۱۹۹۶ نهمین دوره مسابقات با قهرمانی دوباره کوبا همراه بود، کوبا با درخشش ماگالی کارواخال در فینال چین را شکست داد و به مدال طلا دست یافت. برزیل در این دوره به مدال برنز رسید و روسیه برای اولین بار در قامت چهار تیم نخست قرار گرفت.
المپیک ۲۰۰۰ سیدنی یکی از بهترین تورنمنت‌های والیبال المپیک بود که این بار هم با قدرت نمایی کوبا همراه بود آن‌ها سومین طلای المپیکی پیاپی خود را در سیدنی با درخشش رگلا تورس به دست آوردند. روسیه با قبول شکست برابر کوبا دوم شد و برزیل هم دومین برنز پیاپی خود را در المپیک به دست آورد. ایالات متحده آمریکا چهارم و چین پنجم شد.
المپیک ۲۰۰۴ آتن با بازگشت قدرتمند چین و افت کوبا همراه شد. چین‌ها در حالی که در دو ست از با درخشش یکاترینا گامووا از روسها عقب بودند با ارائه نمایشی خیره‌کننده فنگ کون مدال طلای المپیک را به گردن آویختند. المپیک ۲۰۰۸ پکن این بار نوبت برزیل بود تا با حضور پائولا پگوئنو، فوفائو، فابیانا داولیویرا و شیلا کاسترو و با هدایت خوزه روبرتو گویمارائس قدرت خود را به رخ حریفان بکشد و برای اولین بار به مدال طلا دست یابد. ایالات متحده آمریکا نیز بازی خوب لوگان تام در این دوره المپیک به مدال نقره دست یافت و چین به مدال برنز بسنده کرد.
المپیک ۲۰۱۲ لندن نیز با قهرمانی برزیل به پایان رسید، برزیلی‌ها برای دومین بار مدال طلا المپیک را به خانه بردند. آمریکا نیز با امتیازآورترین بازیکن خود یعنی دستینی هوکر برای بار دومین بار متوالی از برزیل شکست خود و برای دومین بار پیاپی به مدال نقره دست یافت. ژاپن این بار به مدال سومی برنز رسید و کره جنوبی نیز با ستاره خود کیم یئون کونگ در جایگاه چهارم ایستاد. در المپیک ۲۰۱۶ ریو چین با درخشش ستاره خود ژو تینگ، صربستان را شکست داد و برای سومین‌بار قهرمان شد. در این دوره آمریکا به مدال برنز رسید و هلند در جایگاه چهارم ایستاد.

## نتیجه

### مردان
| ۱۹۶۴ جزئیات | توکیو         | · اتحاد جماهیر شوروی  | رقابت‌های دوره‌ای | · چکسلواکی           | · ژاپن                | رقابت‌های دوره‌ای | · رومانی              | ۱۰ |
| ۱۹۶۸ جزئیات | مکزیکو سیتی   | · اتحاد جماهیر شوروی  | رقابت‌های دوره‌ای | · ژاپن               | · چکسلواکی            | رقابت‌های دوره‌ای | · آلمان شرقی          | ۱۰ |
| ۱۹۷۲ جزئیات | مونیخ         | · ژاپن                | ۳–۱             | · آلمان شرقی         | · اتحاد جماهیر شوروی  | ۳–۰             | · بلغارستان           | ۱۲ |
| ۱۹۷۶ جزئیات | مونترآل       | · لهستان              | ۳–۲             | · اتحاد جماهیر شوروی | · کوبا                | ۳–۰             | · ژاپن                | ۱۰ |
| ۱۹۸۰ جزئیات | مسکو          | · اتحاد جماهیر شوروی  | ۳–۱             | · بلغارستان          | · رومانی              | ۳–۱             | · لهستان              | ۱۰ |
| ۱۹۸۴ جزئیات | لس آنجلس      | · ایالات متحده آمریکا | ۳–۰             | · برزیل              | · ایتالیا             | ۳–۰             | · کانادا              | ۱۰ |
| ۱۹۸۸ جزئیات | سئول          | · ایالات متحده آمریکا | ۳–۱             | · اتحاد جماهیر شوروی | · آرژانتین            | ۳–۲             | · برزیل               | ۱۲ |
| ۱۹۹۲ جزئیات | بارسلون       | · برزیل               | ۳–۰             | · هلند               | · ایالات متحده آمریکا | ۳–۱             | · کوبا                | ۱۲ |
| ۱۹۹۶ جزئیات | آتلانتا       | · هلند                | ۳–۲             | · ایتالیا            | · یوگسلاوی            | ۳–۱             | · روسیه               | ۱۲ |
| ۲۰۰۰ جزئیات | سیدنی         | · یوگسلاوی            | ۳–۰             | · روسیه              | · ایتالیا             | ۳–۰             | · آرژانتین            | ۱۲ |
| ۲۰۰۴ جزئیات | آتن           | · برزیل               | ۳–۱             | · ایتالیا            | · روسیه               | ۳–۰             | · ایالات متحده آمریکا | ۱۲ |
| ۲۰۰۸ جزئیات | پکن           | · ایالات متحده آمریکا | ۳–۱             | · برزیل              | · روسیه               | ۳–۰             | · ایتالیا             | ۱۲ |
| ۲۰۱۲ جزئیات | لندن          | · روسیه               | ۳–۲             | · برزیل              | · ایتالیا             | ۳–۱             | · بلغارستان           | ۱۲ |
| ۲۰۱۶ جزئیات | ریو دو ژانیرو | · برزیل               | ۳–۰             | · ایتالیا            | · ایالات متحده آمریکا | ۳–۲             | · روسیه               | ۱۲ |
| ۲۰۲۰ جزئیات | توکیو         | · فرانسه              | ۲-۳             | · کمیته المپیک روسیه | · آرژانتین            | ۲-۳             | · برزیل               | ۱۲ |
| ۲۰۲۴ جزئیات | پاریس         | · فرانسه              | ۰-۳             | · لهستان             | · ایالات متحده آمریکا | ۰-۳             | · ایتالیا             | ۱۲ |

### زنان
| ۱۹۶۴ جزئیات | توکیو         | · ژاپن                | رقابت‌های دوره‌ای | · اتحاد جماهیر شوروی  | · لهستان              | رقابت‌های دوره‌ای | · رومانی              | ۶  |
| ۱۹۶۸ جزئیات | مکزیکو سیتی   | · اتحاد جماهیر شوروی  | رقابت‌های دوره‌ای | · ژاپن                | · لهستان              | رقابت‌های دوره‌ای | · پرو                 | ۸  |
| ۱۹۷۲ جزئیات | مونیخ         | · اتحاد جماهیر شوروی  | ۳–۲             | · ژاپن                | · کرهٔ شمالی           | ۳–۰             | · کرهٔ جنوبی           | ۸  |
| ۱۹۷۶ جزئیات | مونترآل       | · ژاپن                | ۳–۰             | · اتحاد جماهیر شوروی  | · کرهٔ جنوبی           | ۳–۱             | · مجارستان            | ۸  |
| ۱۹۸۰ جزئیات | مسکو          | · اتحاد جماهیر شوروی  | ۳–۱             | · آلمان شرقی          | · بلغارستان           | ۳–۲             | · مجارستان            | ۸  |
| ۱۹۸۴ جزئیات | لس آنجلس      | · چین                 | ۳–۰             | · ایالات متحده آمریکا | · ژاپن                | ۳–۱             | · پرو                 | ۸  |
| ۱۹۸۸ جزئیات | سئول          | · اتحاد جماهیر شوروی  | ۳–۲             | · پرو                 | · چین                 | ۳–۰             | · ژاپن                | ۸  |
| ۱۹۹۲ جزئیات | بارسلون       | · کوبا                | ۳–۱             | تیم متحد              | · ایالات متحده آمریکا | ۳–۰             | · برزیل               | ۸  |
| ۱۹۹۶ جزئیات | آتلانتا       | · کوبا                | ۳–۱             | · چین                 | · برزیل               | ۳–۲             | · روسیه               | ۱۲ |
| ۲۰۰۰ جزئیات | سیدنی         | · کوبا                | ۳–۲             | · روسیه               | · برزیل               | ۳–۰             | · ایالات متحده آمریکا | ۱۲ |
| ۲۰۰۴ جزئیات | آتن           | · چین                 | ۳–۲             | · روسیه               | · کوبا                | ۳–۱             | · برزیل               | ۱۲ |
| ۲۰۰۸ جزئیات | پکن           | · برزیل               | ۳–۱             | · ایالات متحده آمریکا | · چین                 | ۳–۱             | · کوبا                | ۱۲ |
| ۲۰۱۲ جزئیات | لندن          | · برزیل               | ۳–۱             | · ایالات متحده آمریکا | · ژاپن                | ۳–۰             | · کرهٔ جنوبی           | ۱۲ |
| ۲۰۱۶ جزئیات | ریو دو ژانیرو | چین                   | ۳–۱             | صربستان               | · ایالات متحده آمریکا | ۳–۱             | · هلند                | ۱۲ |
| ۲۰۲۰ جزئیات | توکیو         | · ایالات متحده آمریکا | ۳–۰             | · برزیل               | صربستان               | ۳–۰             | · کرهٔ جنوبی           | ۱۲ |
| ۲۰۲۴ جزئیات | پاریس         | · ایتالیا             | ۳–۰             | · ایالات متحده آمریکا | · برزیل               | ۳–۱             | · ترکیه               | ۱۲ |

### باارزش‌ترین بازیکن
| - ۱۹۶۴ – - ۱۹۶۸ – - ۱۹۷۲ – - ۱۹۷۶ – - ۱۹۸۰ – - ۱۹۸۴ – استیو تیمونس - ۱۹۸۸ – کارچ کیرالی - ۱۹۹۲ – مارسلو نگرائو - ۱۹۹۶ – بس ون د گور - ۲۰۰۰ – بس ون د گور - ۲۰۰۴ – جیبا - ۲۰۰۸ – کلیتون استنلی - ۲۰۱۲ – موریلو اندرس - ۲۰۱۶ – سرجیو سانتوس - ۲۰۲۰ – اروین انگاپت | - ۱۹۶۴ - ۱۹۶۸ - ۱۹۷۲ - ۱۹۷۶ - ۱۹۸۰ - ۱۹۸۴ – لانگ پینگ - ۱۹۸۸ – سیسیلیا تایت - ۱۹۹۲ – موتوکو اوبایاشی - ۱۹۹۶ – سینتا بورزما - ۲۰۰۰ – باربارا یلیچ - ۲۰۰۴ – فنگ کون - ۲۰۰۸ – پائولا پگوئنو - ۲۰۱۲ – کیم یئون کونگ - ۲۰۱۶ – ژو تینگ - ۲۰۲۰ – جردن لارسون |

## خلاصه مدال

### مجموع
| رتبه  | کشورها             | طلا | نقره | برنز | مجموع |
| ۱     | اتحاد جماهیر شوروی | ۷   | ۴    | ۱    | ۱۲    |
| ۲     | برزیل              | ۵   | ۴    | ۲    | ۱۰    |
| ۳     | آمریکا             | ۴   | ۳    | ۴    | ۱۱    |
| ۴     | ژاپن               | ۳   | ۳    | ۲    | ۹     |
| ۵     | چین                | ۳   | ۱    | ۲    | ۶     |
| ۶     | کوبا               | ۳   | ۰    | ۲    | ۵     |
| ۷     | فرانسه             | ۲   | ۰    | ۰    | ۲     |
| ۸     | روسیه              | ۱   | ۳    | ۲    | ۶     |
| ۹     | هلند               | ۱   | ۱    | ۰    | ۲     |
| ۱۰    | لهستان             | ۱   | ۰    | ۲    | ۳     |
| ۱۱    | صربستان            | ۱   | ۰    | ۱    | ۲     |
| ۱۲    | ایتالیا            | ۰   | ۳    | ۳    | ۶     |
| ۱۳    | آلمان شرقی         | ۰   | ۲    | ۰    | ۲     |
| ۱۴    | بلغارستان          | ۰   | ۱    | ۱    | ۲     |
| ۱۵    | چک                 | ۰   | ۱    | ۱    | ۲     |
| ۱۶    | پرو                | ۰   | ۱    | ۰    | ۱     |
| ۱۷    | تیم متحد           | ۰   | ۱    | ۰    | ۱     |
| ۱۸    | آرژانتین           | ۰   | ۰    | ۲    | ۲     |
| ۱۹    | کره شمالی          | ۰   | ۰    | ۱    | ۱     |
| ۲۰    | کره جنوبی          | ۰   | ۰    | ۱    | ۱     |
| ۲۱    | رومانی             | ۰   | ۰    | ۱    | ۱     |
| مجموع | مجموع              | ۳۱  | ۳۱   | ۳۱   | ۹۰    |

### مردان
| رتبه  | کشورها             | طلا | نقره | برنز | مجموع |
| ۱     | برزیل              | ۳   | ۳    | ۰    | ۶     |
| ۲     | اتحاد جماهیر شوروی | ۳   | ۲    | ۱    | ۶     |
| ۳     | آمریکا             | ۳   | ۰    | ۲    | ۵     |
| ۴     | روسیه              | ۱   | ۱    | ۲    | ۴     |
| ۵     | ژاپن               | ۱   | ۱    | ۱    | ۳     |
| ۶     | هلند               | ۱   | ۱    | ۰    | ۲     |
| ۷     | صربستان            | ۱   | ۰    | ۱    | ۲     |
| ۸     | فرانسه             | ۲   | ۰    | ۰    | ۱     |
| ۸     | لهستان             | ۱   | ۰    | ۰    | ۱     |
| ۹     | ایتالیا            | ۰   | ۳    | ۳    | ۶     |
| ۱۰    | چک                 | ۰   | ۱    | ۱    | ۲     |
| ۱۱    | بلغارستان          | ۰   | ۱    | ۰    | ۱     |
| ۱۱    | آلمان شرقی         | ۰   | ۱    | ۰    | ۱     |
| ۱۳    | آرژانتین           | ۰   | ۰    | ۲    | ۲     |
| ۱۳    | کوبا               | ۰   | ۰    | ۱    | ۱     |
| ۱۳    | رومانی             | ۰   | ۰    | ۱    | ۱     |
| مجموع | مجموع              | ۱۵  | ۱۵   | ۱۵   | ۴۵    |

### زنان
| رتبه  | کشورها             | طلا | نقره | برنز | مجموع |
| ۱     | اتحاد جماهیر شوروی | ۴   | ۲    | ۰    | ۶     |
| ۲     | چین                | ۳   | ۱    | ۲    | ۶     |
| ۳     | کوبا               | ۳   | ۰    | ۱    | ۴     |
| ۴     | ژاپن               | ۲   | ۲    | ۲    | ۶     |
| ۵     | برزیل              | ۲   | ۱    | ۲    | ۵     |
| ۶     | آمریکا             | ۱   | ۳    | ۲    | ۶     |
| ۷     | روسیه              | ۰   | ۲    | ۰    | ۲     |
| ۸     | آلمان شرقی         | ۰   | ۱    | ۰    | ۱     |
| ۸     | پرو                | ۰   | ۱    | ۰    | ۱     |
| ۸     | تیم متحد           | ۰   | ۱    | ۰    | ۱     |
| ۱۱    | لهستان             | ۰   | ۰    | ۲    | ۲     |
| ۱۲    | بلغارستان          | ۰   | ۰    | ۱    | ۱     |
| ۱۲    | کره شمالی          | ۰   | ۰    | ۱    | ۱     |
| ۱۲    | کره جنوبی          | ۰   | ۰    | ۱    | ۱     |
| مجموع | مجموع              | ۱۵  | ۱۵   | ۱۵   | ۴۵    |

## کشورهای شرکت‌کننده

### مردان
| Team                | ۱۹۶۴                          | ۱۹۶۸                          | ۱۹۷۲                          | ۱۹۷۶                          | ۱۹۸۰                          | ۱۹۸۴                          | ۱۹۸۸                          | ۱۹۹۲                   | ۱۹۹۶      | ۲۰۰۰      | ۲۰۰۴      | ۲۰۰۸      | ۲۰۱۲      | ۲۰۱۶      | ۲۰۲۰      | ۲۰۲۴      | Total |
| ------------------- | ----------------------------- | ----------------------------- | ----------------------------- | ----------------------------- | ----------------------------- | ----------------------------- | ----------------------------- | ---------------------- | --------- | --------- | --------- | --------- | --------- | --------- | --------- | --------- | ----- |
| الجزایر             | •                             | •                             | •                             | •                             | •                             | •                             | •                             | ۱۲                     | •         | •         | •         | •         | •         | •         | •         | •         | ۱     |
| آرژانتین            | •                             | •                             | •                             | •                             | •                             | ۶                             | ۳                             | •                      | ۸         | ۴         | ۵         | •         | ۵         | ۵         | ۳         | ۱۱        | ۹     |
| استرالیا            | •                             | •                             | •                             | •                             | •                             | •                             | •                             | •                      | •         | ۸         | ۱۱        | •         | ۹         | •         | •         | •         | ۳     |
| بلژیک               | •                             | ۷                             | •                             | •                             | •                             | •                             | •                             | •                      | •         | •         | •         | •         | •         | •         | •         | •         | ۱     |
| برزیل               | ۷                             | ۹                             | ۸                             | ۷                             | ۵                             | ۲                             | ۴                             | ۱                      | ۵         | ۶         | ۱         | ۲         | ۲         | ۱         | ۴         | ۸         | ۱۶    |
| بلغارستان           | ۵                             | ۶                             | ۴                             | •                             | ۲                             | •                             | ۵                             | •                      | ۷         | •         | •         | ۵         | ۴         | •         | •         | •         | ۸     |
| کانادا              | •                             | •                             | •                             | ۹                             | •                             | ۴                             | •                             | ۱۰                     | •         | •         | •         | •         | •         | ۵         | ۸         | ۱۰        | ۶     |
| چین                 | •                             | •                             | •                             | •                             | •                             | ۸                             | •                             | •                      | •         | •         | •         | ۵         | •         | •         | •         | •         | ۲     |
| کوبا                | •                             | •                             | ۱۰                            | ۳                             | ۷                             | •                             | •                             | ۴                      | ۶         | ۷         | •         | •         | •         | ۱۱        | •         | •         | ۷     |
| مصر                 | •                             | •                             | •                             | WD                            | •                             | ۱۰                            | •                             | •                      | •         | ۱۱        | •         | ۱۱        | •         | ۹         | •         | ۱۲        | ۵     |
| فرانسه              | •                             | •                             | •                             | •                             | •                             | •                             | ۸                             | ۱۱                     | •         | •         | ۹         | •         | •         | ۹         | ۱         | ۱         | ۶     |
| آلمان               | See آلمان شرقی and آلمان غربی | See آلمان شرقی and آلمان غربی | See آلمان شرقی and آلمان غربی | See آلمان شرقی and آلمان غربی | See آلمان شرقی and آلمان غربی | See آلمان شرقی and آلمان غربی | See آلمان شرقی and آلمان غربی | •                      | •         | •         | •         | ۹         | ۵         | •         | •         | ۶         | ۳     |
| بریتانیا            | •                             | •                             | •                             | •                             | •                             | •                             | •                             | •                      | •         | •         | •         | •         | ۱۱        | •         | •         | •         | ۱     |
| یونان               | •                             | •                             | •                             | •                             | •                             | •                             | •                             | •                      | •         | •         | ۵         | •         | •         | •         | •         | •         | ۱     |
| مجارستان            | ۶                             | •                             | •                             | •                             | •                             | •                             | •                             | •                      | •         | •         | •         | •         | •         | •         | •         | •         | ۱     |
| ایران               | •                             | •                             | •                             | •                             | •                             | •                             | •                             | •                      | •         | •         | •         | •         | •         | ۵         | ۹         | •         | ۲     |
| ایتالیا             | •                             | •                             | •                             | ۸                             | ۹                             | ۳                             | ۹                             | ۵                      | ۲         | ۳         | ۲         | ۴         | ۳         | ۲         | ۶         | ۴         | ۱۳    |
| ژاپن                | ۳                             | ۲                             | ۱                             | ۴                             | •                             | ۷                             | ۱۰                            | ۶                      | •         | •         | •         | ۱۱        | •         | •         | ۷         | ۷         | ۱۰    |
| لیبی                | •                             | •                             | •                             | •                             | ۱۰                            | •                             | •                             | •                      | •         | •         | •         | •         | •         | •         | •         | •         | ۱     |
| مکزیک               | •                             | ۱۰                            | •                             | •                             | •                             | •                             | •                             | •                      | •         | •         | •         | •         | •         | ۱۱        | •         | •         | ۲     |
| هلند                | ۸                             | •                             | •                             | •                             | •                             | •                             | ۵                             | ۲                      | ۱         | ۵         | ۹         | •         | •         | •         | •         | •         | ۶     |
| لهستان              | •                             | ۵                             | ۹                             | ۱                             | ۴                             | •                             | •                             | •                      | ۱۱        | •         | ۵         | ۵         | ۵         | ۵         | ۵         | ۲         | ۱۱    |
| رومانی              | ۴                             | •                             | ۵                             | •                             | ۳                             | •                             | •                             | •                      | •         | •         | •         | •         | •         | •         | •         | •         | ۳     |
| روسیه               | See اتحاد جماهیر شوروی        | See اتحاد جماهیر شوروی        | See اتحاد جماهیر شوروی        | See اتحاد جماهیر شوروی        | See اتحاد جماهیر شوروی        | See اتحاد جماهیر شوروی        | See اتحاد جماهیر شوروی        | See اتحاد جماهیر شوروی | ۴         | ۲         | ۳         | ۳         | ۱         | ۴         | ۲         | •         | ۷     |
| اسلوونی             | •                             | •                             | •                             | •                             | •                             | •                             | •                             | •                      | •         | •         | •         | •         | •         | •         | •         | ۵         | ۱     |
| کرهٔ جنوبی           | ۱۰                            | •                             | ۷                             | ۶                             | •                             | ۵                             | ۱۱                            | ۹                      | ۹         | ۹         | •         | •         | •         | •         | •         | •         | ۸     |
| اسپانیا             | •                             | •                             | •                             | •                             | •                             | •                             | •                             | ۸                      | •         | ۹         | •         | •         | •         | •         | •         | •         | ۲     |
| سوئد                | •                             | •                             | •                             | •                             | •                             | •                             | ۷                             | •                      | •         | •         | •         | •         | •         | •         | •         | •         | ۱     |
| تونس                | •                             | •                             | ۱۲                            | •                             | •                             | ۹                             | ۱۲                            | •                      | ۱۱        | •         | ۱۱        | •         | ۱۱        | •         | ۱۱        | •         | ۷     |
| ایالات متحده آمریکا | ۹                             | ۷                             | •                             | •                             | •                             | ۱                             | ۱                             | ۳                      | ۹         | ۱۱        | ۴         | ۱         | ۵         | ۳         | ۱۰        | ۳         | ۱۳    |
| ونزوئلا             | •                             | •                             | •                             | •                             | •                             | •                             | •                             | •                      | •         | •         | •         | ۹         | •         | •         | ۱۲        | •         | ۲     |
| چک                  | ۲                             | ۳                             | ۶                             | ۵                             | ۸                             | •                             | •                             | •                      | •         | •         | •         | •         | •         | •         | •         | •         | ۵     |
| آلمان شرقی          | •                             | ۴                             | ۲                             | •                             | •                             | •                             | •                             | See آلمان              | See آلمان | See آلمان | See آلمان | See آلمان | See آلمان | See آلمان | See آلمان | See آلمان | ۲     |
| صربستان             | •                             | •                             | •                             | •                             | •                             | •                             | •                             | ۱۲                     | ۳         | ۱         | ۵         | •         | •         | •         | •         | ۹         | ۳     |
| اتحاد جماهیر شوروی  | ۱                             | ۱                             | ۳                             | ۲                             | ۱                             | •                             | ۲                             | ۷                      | See روسیه | See روسیه | See روسیه | See روسیه | See روسیه | See روسیه | See روسیه | See روسیه | ۷     |
| آلمان غربی          | •                             | •                             | ۱۱                            | •                             | •                             | •                             | •                             | See آلمان              | See آلمان | See آلمان | See آلمان | See آلمان | See آلمان | See آلمان | See آلمان | See آلمان | ۱     |
| Total               | ۱۰                            | ۱۰                            | ۱۲                            | ۱۰                            | ۱۰                            | ۱۰                            | ۱۲                            | ۱۲                     | ۱۲        | ۱۲        | ۱۲        | ۱۲        | ۱۲        | ۱۲        | ۱۲        | ۱۲        |       |

### زنان
| کشور               | ۱۹۶۴ | ۱۹۶۸ | ۱۹۷۲ | ۱۹۷۶ | ۱۹۸۰ | ۱۹۸۴ | ۱۹۸۸ | ۱۹۹۲ | ۱۹۹۶ | ۲۰۰۰ | ۲۰۰۴ | ۲۰۰۸ | ۲۰۱۲ | مجموع |
| ------------------ | ---- | ---- | ---- | ---- | ---- | ---- | ---- | ---- | ---- | ---- | ---- | ---- | ---- | ----- |
| الجزایر            |      |      |      |      |      |      |      |      |      |      |      | ۱۱   | ۱۱   | ۲     |
| استرالیا           |      |      |      |      |      |      |      |      |      | ۹    |      |      |      | ۱     |
| برزیل              |      |      |      |      | ۷    | ۷    | ۶    | ۴    | ۳    | ۳    | ۴    | ۱    | ۱    | ۹     |
| بلغارستان          |      |      |      |      | ۳    |      |      |      |      |      |      |      |      | ۱     |
| کانادا             |      |      |      | ۸    |      | ۸    |      |      | ۹    |      |      |      |      | ۳     |
| چین                |      |      |      |      |      | ۱    | ۳    | ۷    | ۲    | ۵    | ۱    | ۳    | ۵    | ۸     |
| کرواسی             |      |      |      |      |      |      |      |      |      | ۷    |      |      |      | ۱     |
| کوبا               |      |      | ۶    | ۵    | ۵    |      |      | ۱    | ۱    | ۱    | ۳    | ۴    |      | ۸     |
| چک                 |      | ۶    | ۷    |      |      |      |      |      |      |      |      |      |      | ۲     |
| جمهوری دومینیکن    |      |      |      |      |      |      |      |      |      |      | ۱۱   |      | ۵    | ۲     |
| آلمان              |      |      |      |      |      |      |      |      | ۸    | ۶    | ۹    |      |      | ۳     |
| آلمان شرقی         |      |      |      | ۶    | ۲    |      | ۴    |      |      |      |      |      |      | ۳     |
| آلمان غربی         |      |      | ۸    |      |      | ۶    |      |      |      |      |      |      |      | ۲     |
| بریتانیا           |      |      |      |      |      |      |      |      |      |      |      |      | ۹    | ۱     |
| یونان              |      |      |      |      |      |      |      |      |      |      | ۹    |      |      | ۱     |
| مجارستان           |      |      | ۵    | ۴    | ۴    |      |      |      |      |      |      |      |      | ۳     |
| ایتالیا            |      |      |      |      |      |      |      |      |      | ۹    | ۵    | ۵    | ۵    | ۴     |
| ژاپن               | ۱    | ۲    | ۲    | ۱    |      | ۳    | ۴    | ۵    | ۹    |      | ۵    | ۵    | ۳    | ۱۱    |
| قزاقستان           |      |      |      |      |      |      |      |      |      |      |      | ۹    |      | ۱     |
| کنیا               |      |      |      |      |      |      |      |      |      | ۱۱   | ۱۱   |      |      | ۲     |
| کره شمالی          |      |      | ۳    |      |      |      |      |      |      |      |      |      |      | ۱     |
| کره جنوبی          | ۶    | ۵    | ۴    | ۳    |      | ۵    | ۸    |      | ۶    | ۸    | ۵    |      | ۴    | ۱۰    |
| مکزیک              |      | ۷    |      |      |      |      |      |      |      |      |      |      |      | ۱     |
| هلند               |      |      |      |      |      |      |      | ۶    | ۵    |      |      |      |      | ۲     |
| پرو                |      | ۴    |      | ۷    | ۶    | ۴    | ۲    |      | ۱۱   | ۱۱   |      |      |      | ۷     |
| لهستان             | ۳    | ۳    |      |      |      |      |      |      |      |      |      | ۹    |      | ۳     |
| رومانی             | ۴    |      |      |      | ۸    |      |      |      |      |      |      |      |      | ۲     |
| روسیه              |      |      |      |      |      |      |      |      | ۴    | ۲    | ۲    | ۵    | ۵    | ۵     |
| صربستان            |      |      |      |      |      |      |      |      |      |      |      | ۵    | ۱۱   | ۲     |
| اسپانیا            |      |      |      |      |      |      |      | ۸    |      |      |      |      |      | ۱     |
| اتحاد جماهیر شوروی | ۲    | ۱    | ۱    | ۲    | ۱    |      | ۱    |      |      |      |      |      |      | ۶     |
| ترکیه              |      |      |      |      |      |      |      |      |      |      |      |      | ۹    | ۱     |
| اوکراین            |      |      |      |      |      |      |      |      | ۱۱   |      |      |      |      | ۱     |
| تیم متحد           |      |      |      |      |      |      |      | ۲    |      |      |      |      |      | ۱     |
| آمریکا             | ۵    | ۸    |      |      |      | ۲    | ۷    | ۳    | ۷    | ۴    | ۵    | ۲    | ۲    | ۱۰    |
| ونزوئلا            |      |      |      |      |      |      |      |      |      |      |      | ۱۱   |      | ۱     |
|                    |      |      |      |      |      |      |      |      |      |      |      |      |      |       |
| مجموع              | ۶    | ۸    | ۸    | ۸    | ۸    | ۸    | ۸    | ۸    | ۱۲   | ۱۲   | ۱۲   | ۱۲   | ۱۲   |       |

## یادداشت ها
1. ↑  Russia's total includes one appearance as Russian Olympic Committee in 2020.
2. ↑  Soviet Union's total includes one appearance as Unified Team in 1992.